# The Brain Busters
The Brain Busters was een professioneel worsteltag-team bestaande uit Arn Anderson en Tully Blanchard. Het team kwam uit voor de World Wrestling Federation, van 1988 tot 1989.

## Geschiedenis
In 1986 waren Arn Anderson en Tully Blanchard een van de oprichtende leden van de Four Horsemen en worstelden voor de National Wrestling Alliance. Al snel vonden Anderson en Blanchard elkaar en besloten samen te worstelen als een tag team. Ondanks hun samenwerking, bleven ze lid van de Four Horseman.
Op 29 september 1987 veroverden Anderson en Blanchard het NWA World Tag Team Championship door The Rock 'n' Roll Express te verslaan. Op 27 maart 1988 moesten ze de titel afstaan aan Lex Luger en Barry Windham, maar op 20 april 1988 heroverden ze de titel van hen. Op 10 september 1988 moesten ze de titel afstaan aan The Midnight Express (Bobby Eaton & Stan Lane).
In oktober 1988 debuteerden Anderson en Blanchard bij de World Wrestling Federation als The Brain Busters. Bobby Heenan was hun manager en ze behoorden bij "The Heenan Family". Op 19 juli 1989 wonnen ze tijdens de Saturday Night's Main Event hun titelwedstrijd om het WWF World Tag Team Championship te veroveren van Demolition (Ax & Smash). In augustus 1989, tijdens het evenement SummerSlam, troefden ze The Hart Foundation (Bret Hart en Jim Neidhart) af. Op 2 oktober 1989 moesten ze de titel afstaan aan Demolition.
Een dag voor Survivor Series 1989 faalde Blanchard voor een drugtest en werd tijdens het evenement vervangen door Heenan. Al snel na het evenement, verliet Anderson het bedrijf en keerde terug naar NWA. Blanchard wilde ook terugkeren naar NWA, om samen met Anderson te kunnen worstelen. NWA weigerde hem echter een contract, dit betekende dus het einde van de Brain Busters.

## Prestaties
- National Wrestling Alliance
  - NWA World Tag Team Championship (Mid-Atlantic versie) (2 keer)

- Pro Wrestling Illustrated
  - PWI Tag Team of the Year (1989)

- World Wrestling Federation/Entertainment
  - WWF World Tag Team Championship (1 keer)
  - WWE Hall of Fame (Class of 2012) - met de Four Horsemen